# Ényne

Structure d'un ényne.

Un ényne est un groupe fonctionnel organique constitué d'un système conjugué de groupes alcyne et alcène, plus précisément c'est le nom générique des hydrocarbures contenant une double liaison C-C (alcène) et une triple liaison C-C (alcyne). Il est appelé ényne conjugué lorsque les doubles et triples liaisons sont conjuguées.
L'ényne le plus simple est le vinylacétylène. 

### Pages connexes
- Métathèse des énynes
- Polyyne